# Тодор Циповски
Тодор Пецов Циповски – Мерджан е комунистически партизанин, народен герой на Югославия.

## Биография
Роден е на 16 ноември 1920 година в град Тетово в бедно занаятчийско семейство. През 1941 година като член на СКМЮ е арестуван от белградската полиция. Пуснат е от затвора след окупацията на Югославия през април месец на същата година. През юли 1942 година става член на Областния комитет на ЮКП в Тетово, а след това и негов секретар. На тази длъжност остава до смъртта си. Делегат е на първото заседание на АСНОМ. Убит е заедно с Гоце Стойчевски на 19 септември 1944 година при нападение на Бали Комбътар над село Беличица.